# Jakob Odehnal
Jakob Odehnal (* 10. August 2001 in Wien) ist ein österreichischer Fußballtorwart.

## Karriere

### Verein
Odehnal startete seine Laufbahn beim Wiener Sportklub im September 2008. Zur Saison 2011/12 wechselte er zum SK Rapid Wien, wo er die Altersstufen bis zur Akademie durchlief. Im März 2015 folgte der Wechsel zum FV Austria XIII, wo Odehnal zunächst in der Jugend spielte. Am 23. September 2017 bestritt er sein erstes Meisterschaftsspiel für die Kampfmannschaft gegen das Team Wiener Linien in der Wiener Stadtliga. Mit dem FV Austria XIII wurde er in der Saison 2017/18 Sieger des Wiener Fußballcups und kam in der Saison 2018/19 in der ersten Runde des ÖFB-Cups gegen den FK Austria Wien zum Einsatz Insgesamt absolvierte er für Austria XIII zwölf Spiele in der vierthöchsten Spielklasse.
Zu Beginn der Saison 2019/20 wechselte Odehnal zum Bundesligisten SCR Altach. Bei den Vorarlbergern war er jedoch in den ersten drei Spielzeiten immer nur Ersatztormann und spielte für die Amateure des SCRA. Sein Debüt für Altach gab er im August 2022 im ÖFB-Cup, im September 2022 folgte gegen die WSG Tirol sein Debüt in der Bundesliga. Bis zum Ende der Saison 2022/23 kam er dreimal im Oberhaus zum Einsatz.
Zur Saison 2023/24 wurde Odehnal an den Zweitligisten FC Dornbirn 1913 verliehen. Während der Leihe kam er in allen 30 Partien in der 2. Liga zum Einsatz. Im Juni 2024 löste er seinen Vertrag in Altach auf.
Im Anschluss wechselte er zur Saison 2024/25 zum Zweitligisten Floridsdorfer AC. Für Floridsdorf hütete er 29 Mal das Tor in der 2. Liga. Zur Saison 2025/26 wechselte Odehnal nach Portugal zu Zweitligist União Leiria.

### Nationalmannschaft
Odehnal wurde 2018 zum ersten Mal in den Kader der österreichischen U-18 Nationalmannschaft einberufen und absolvierte drei Spiele.